# 상승점 (점성술)

이 천궁도에서 상승점은 Asc로 표시되어 있으며 일반적으로 9시 정각 방향에 위치한다.

상승점(上昇點) 또는 어센던트(ascendant: Aˢᶜ 또는 As) 또는 상승궁(上昇宮, rising sign)은 어떤 사건의 특정 시간과 장소의 동쪽 지평선에서 떠오르고 있던 황도대의 별자리이며 도수이다. 점성술의 이론에 따르면, '위에서와 같이 아래도'의 원리로 천체의 현상은 인간의 행동을 반영하거나 결정한다. 그러므로, 점성가들은 동쪽 지평선에서 태양의 출현이 새로운 날의 새벽을 알리는 것과 같은 방식으로 상승점이 개인의 자각 의식을 나타낸다고 여긴다.
상승점은 시간과 장소에 따라 특유하기 때문에, 점성가들에게 그것은 한 개인이 양육받는 동안의 그러한 개인의 환경과 조건 그리고 유년기의 상황을 나타낸다. 그러한 이유로, 점성가들은 상승점이 한 사람이 어떻게 세상에서 특히 공적이며 비개인적인 상황에서 그 또는 그녀 스스로르 나타내는지와 관련있다고 믿는다. 점성가들에게 어떤 상황에서 그것은 한 사람의 실제적 본성을 보호하는 가면이나 방패로 기능할 수 있다고 여겨진다. 다른 한편으로는, 모든 사람들이 갖고 있는 '방어기제'는 익숙치 않거나 불편한 상황에 대처하게끔 한다. 점성가들은 상승점이 한 사람의 신체적 외모와 전체적인 건강에 커다란 영향을 끼친다고 믿는다.
따라서, 상승점은 사실상 천궁도에서 태양과 달을 포함하여 표현되는 모든 것들에게 작용하는 여과기로써 역할하기 때문에, 모든 점성술 학파에서 중대한 의미가 있다고 여겨진다. 대부분의 점성가들은 상승궁이 태양과 달과 동등하거나 보다 더 강력한 효과를 발휘한다고 믿는다. 조티시에서는 차트에서 상승점이 가장 개인적이며 분명한 요소라는데 이의가 없다.

## 계산
천문학적 관점에서, 상승점은 동쪽의 지평선이 있는 황도의 점이며, 황도의 지구중심적 경도(또는 황경 λ)의 값이다.
{\displaystyle Ascendant=\arctan({\frac {y}{x}})=\arctan({\frac {-\cos A}{\sin A\cos E+\tan L\sin E}})}
여기서 A는 지방 항성시의 도수이며, E는 지구의 적도면과 황도면의 경사각이다. 그 값은 역기점 J2000.0을 사용하면 23.4392911°이며, J1950.0을 사용하면 23.4457889°이다. L은 지역의 위도이다. (남위도는 음수이며, 북위도는 양수이다.) 그리고, Ascendant는 다음의 두 가지 규칙에 의해 (0도에서 360도 까지의) 정확한 각도로 구해진다.
```
   
If
 (x < 0)
       
then
 Ascendant = Ascendant + 180
   
else if

       
then
 Ascendant = Ascendant + 360
```

만일 x가 0보다 작다면 Ascendant에 180°을 더하고 아니면 360°를 더한다.
상승점의 계산에 있어서 마지막으로, 우리는 다음의 규칙을 사용하여 동쪽의 (상승) 점을 구할 수 있다.
```
   
if
 (Ascendant < 180)
       
then
 Ascendant = Ascendant + 180
   
else

       
then
 Ascendant = Ascendant - 180
```

만일 Ascendant가 180°보다 작다면 Ascendant에 180°을 더하고, 아니면 180을 뺀다.
다른 방법으로는, 공학 계산기나 프로그래밍 언어 소프트웨어로 수학 함수의 atan2(y,x)를 구하고 마지막 규칙을 사용하면, 더 직접적인 결과의 정확한 각도를 얻을 수 있다.

## 장기 상승과 단기 상승
지구의 자전축이 황도에 비해 기울어져 있기 때문에, (자전축 기울기 참조) 열두 별자리가 각각 동쪽 지평선을 가로지르는데 같은 시간을 소비하는 것은 아니다. 적도에서는 그러한 차이가 매우 작지만, (물고기자리와 양자리, 물고기자리 그리고 천칭자리는 다른 별자리보다 떠오르는데 시간이 약간 덜 걸리는데,) 적도에서 멀어지면 멀어질수록 그 차이는 더 크게 나타난다.
이론적으로, 북반구에서는 물병자리와 물고기자리, 양자리, 황소자리 그리고 쌍둥이자리가 동쪽지평선을 가로지르는 데에 두 시간이 안되게 걸리는 반면, 게자리와 사자자리, 처녀자리, 천칭자리, 전갈자리 그리고 사수자리가 그렇게 되는데는 2시간이 넘는다. 예를 들어, 프랑스 파리에서는:
- 물고기자리와 양자리 그리고 쌍둥이자리가 동쪽 지평선을 가로지르는 데에는 약 55분이 걸린다. (그 기간은 상승 기간 또는 별자리의 상승이라고 한다.)
- 물병자리와 황소자리는 약 70분의 상승 기간을 지닌다.
- 게자리와와 사수자리는 약 한 시간 반의 상승 기간을 지닌다.
- 사자자리와 처녀자리, 천칭자리 그리고 전갈자리는 약 2시간 45분의 상승 기간을 지닌다.

더 고위도 지역에서는 그러한 차이가 더 두드러진다. 러시아의 상트페테르부르크의 위도에서:
- 물고기자리와 양자리가 상승하는 데에는 30분이 걸린다.
- 물병자리와 황소자리가 상승하는 데에는 45분이 걸린다.
- 염소자리와 쌍둥이자리가 상승하는 데에는 한 시간 반이 걸린다.
  - 염소자리나 쌍둥이자리가 물병자리나 황소자리보다 상승하는데 걸리는 시간이 거의 두 배 느린 만큼, 실제로 전자의 상승점을 지닌 사람들이 후자의 사람들보다 거의 그만큼 많다.
- 사수자리와 게자리가 상승하는 데에는 2시간 40분이 걸린다.
- 사자자리와 처녀자리, 천칭자리 그리고 전갈자리가 상승하는 데에는 3시간 15분이 걸린다.

점성가들은 별자리들이 떠오르는 비율의 차이에 중요성을 부여한다. 많은 하우스 체계에서, 하우스는 물병자리와 물고기자리 그리고 양자리에 있을 때, 매우 커지는데, 북반구의 관찰자의 입장에서 그 별자리들이 더 작아보이기 때문이다.
리처드 놀과 같은 몇몇 점성가들은 게자리부터 사수자리에 이르기까지의 상승점 별자리들의 다수성에 오늘날 북반구에서는 나타나지만, (염소자리부터 쌍둥이자리까지의) 개인지향적인 동부의 상승점들이 다수인 적도나 남반구에서는 발전되지 않았던, 복잡하고 문명화된 사회에서의 매우 관계지향적인 본연의 성격에 대한 상징성을 부여한다.
남반구에서는 장기 상승과 단기 상승이 뒤바뀐다. 예를 들어, 칠레 콘셉시온에서:
- 물고기자리와 양자리는 상승하는 데 2시간 25분이 걸린다.
- 물병자리와 황소자리는 상승하는 데 두 시간 반이 걸린다. (북반구 저위도 지방과 유사하다.)
- 염소자리와 쌍둥이자리는 상승하는 데 2시간 20분이 걸린다.
- 사수자리와 게자리는 상승하는 데 거의 두 시간이 걸린다.
- 전갈자리와 사자자리는 상승하는데 약 90분이 걸린다.
- 천칭자리와 처녀자리는 상승하는데 약 75분이 걸린다.

## 극지방
대략 각각 북위와 남위 66½° 이상의 남극과 북극 지방에서, 황도의 도 지평선과 만나지 않는다. 즉, 태양이 어떤 도수에 있다고 해도, 결코 뜨거나 지지 않으며, 24 시간 내내 지평선의 아래나 위에만 있게 될 것이다. 우리가 고위도로 갈수록, 황도의 더 많은 부분이 지평선을 교차하지 않으며, 황도의 절반이 지평선과 교차하지 않다가, 북극에 이르러서는 상승점이 아예 없게 된다. 상승점 계산의 그러한 복잡성으로 인해 대부분의 하우스 체계표에서는 극권 지방은 생략되어 있다. 게다가 그러한 제한은 시간 기준 하우스 체계에서 더 심하게 나타난다. 더 단순한 황도 기준의 하우스 체계가 극권에서 상승점과 중천점과 같은 천궁도의 모서리를 도수를 정의할 수 있다.

## 상승점의 효과
차트에서 상승점이 가지는 힘이 얼마나 더 강하고 약한지에 영향을 끼치는 두 가지의 요소가 있다. 첫 번째, 일반적으로 그것은 상승점이 별자리의 시작점과 가까울수록 더 강해진다. 왜냐하면, 그럴수록 첫 번째 하우스의 대부분이 하나의 별자리에 들어가기 때문이다. 만일 상승점이 한 별자리의 끝에 있다면, 첫 번째 하우스의 대부분이 그 다음 별자리에 있게 되며, 따라서 상승점의 효력은 더 약해진다. 그리고, 차트에서 태양이 약한 위치에 있을 때, 상승점은 그 효력이 더 강해진다고 여겨진다. 예를 들어, 전통적으로 태양은 차트의 아래의 천저점 또는 IC 근처에 있을 때, 그것이 약한 위치에 있다고 한다. 왜냐하면, 그러한 태양은 출생인이 태어났을 때, 실제로 시야에서 벗어나 땅을 반대로 보고 있었기 때문이다. 태양은 다른 행성과 강력한 각을 맺고 있지 않을 때, 그 효력이 약해질 수도 있다.
상승점의 효력에 관계된 또 다른 요소는 사람들이 약 30세가 넘어가면 그들의 태양과 더 유사해진다는 이론이다. 예를 들면, 그들이 나이를 먹어갈수록 더 자신감이 생기지만, 다른 사람들과 공적으로 대면하고자하는 욕구는 덜느끼게 되는 것이 있다. 그러한 이론은 상승점이 1년에 1도씩 진행하며, 다음 별자리로 이동하게 되면, 출생시의 상승점의 효력이 약해진다고 한다.

## 행성과 상승점
출생 천궁도에서 행성은 상승점과의 관계로 인하여 중요성이 증가된다고 여겨진다. 상승점 별자리의 주인 행성은 천궁도의 주인 행성이라 불리며, 특별한 중요성이 있다고 한다. 예를 들어, 만일 상승점이 천칭자리에 있다면, 금성이 차트의 주인 행성으로, 차트의 많은 부분에서 그것의 특성으로 분위기를 만들게 된다. 게다가, 차트에서 첫 번째 하우스 안에 있는 상승점과 가장 가까운 행성은 일반적으로 상승 행성이라 불리며, 특별한 중요성이 부여된다. 그러나, 열두 번째 하우스에 있는 항성이 상승점과 (1~2도 이내로) 매우 가깝다면, 그것이 상승 행성을 대신할 수 있다. 만일 한 행성이 실제적으로 상승점과 합을 이루고 있다면, 개인의 성격에 미치는 영향에 있어서 지극히 중요한 것이 되며, 어떠한 경우에는 거의 태양만큼이나 중요한 것으로 확대된다. 결국, 첫 번째 하우스에 있는 행성은 언제나 강조가 더해진다.

## 황도대의 상승점
상승점의 효과는 그것이 위치한 황도대 별자리에 따라 달라진다.

### 불의 별자리의 상승점
양자리와 사자자리 그리고 사수자리인 불의 별자리는 그것들의 힘과, 열정 그리고 낙관주의가 특징이다. 불의 별자리에 상승점이 있을 때, 외면적인 태도는 우호적이며 비판과 적의가 없으므로, 그러한 사람들을 훌륭한 교제가들과 공적 관계의 결정자들로 만든다. 일반적으로 그들은 친근함을 내비치지만, 그러함은 다른 사람들에 대한 친철과 다소의 공손함을 요하는 직업적으로 적절한 태도이다. 양자리의 상승점은 조직화가 잘 된 약간의 군사적 성향을 지녔기에, 그들을 군인이나 공무원에 적합하게 만든다. 사자자리에 상승점을 지닌 사람들은 신뢰감을 고무하는 위엄과 다소 형식적인 태도가 특징이다. 반면에, 사수자리에 상승점을 지닌 사람들은 모든 종류의 교수와 훈육 그리고 공적 연설에 적합한 유쾌함과 다소 재치 있는 외적 태도를 지닌다.

### 흙의 별자리의 상승점
황소자리와 처녀자리 그리고 염소자리인 흙의 별자리의 상승점은 그들의 현실성과 안전이 특징이다. 흙의 별자리에 상승점이 있다면, 외면적인 태도는 소심하고 심각하며 신중하다. 황소자리에 상승점을 지닌 사람들은 그들 중에서 가장 사회적이며 종종 음악적이거나 예술적이다. 처녀자리에 상승점을 지닌 사람들은 다른 사람들에게서 정서적인 격려를 바라는 경향이 있는 반면, 염소자리에 상승점을 지닌 사람들은 일과 사회적 활동을 즐긴다. 이 세 개의 상승점들의 사람들이 표출하는 즐거움과 눈치는 그들이 한 팀의 일원이 되기를 선호하지만 이내 그들을 앞으로 밀어낼 것임을 암시한다.

### 공기의 별자리의 상승점
쌍둥이자리와 천칭자리 그리고 물병자리인 공기의 별자리는 그것들의 소통 기술이 특징이다. 공기의 별자리에 상승점이 있는 사람은 우호적이며 사교적이지만, 독립적이며 다소 초연하다. 쌍둥이자리에 상승점을 지닌 사람은 계속 바쁘고 어느 때는 한 번에 여러 가지 일을 처리하는 곡예와 같은 일에 완전히 몰두한다. 천칭자리에 상승점을 지닌 사람은 그 또는 그녀는 종종 어떤 사람들이 과업을 완수할 수 있도록 더 실제적인 동반자의 도움을 요하는 사업의 기획 부문에 종사하고 있다. 물병자리에 상승점을 지닌 사람은 자신과 다른 사람들을 위해 놀라운 계획을 세우며 일부 이행할 수도 있다.

### 물의 별자리의 상승점
게자리와 전갈자리 그리고 물고기자리인 물의 별자리는 그것들의 감성과 직관 그리고 감정이 특징이다. 물의 별자리에 상승점이 있는 사람은 그들의 실제 기분을 숨기게 되며, 그들 주변의 세상으로부터 스스로들을 지키려는 강한 욕구를 갖고 있다. 당신은 종종 물의 상승점을 지닌 사람들에 대해서는 알고 있는 것과 다름을 느낄 것이다. 다른 한편으로는, 그들이 발하는 태도는 효과를 노리고 의식적으로나 무의식적으로 선택된 것이다. 게자리에 상승점을 지닌 사람들은 수다스럽지만 도움이 되며 재치를 요하는 특정 상황에 잘 대처한다. 전갈자리에 상승점을 지닌 사람들은 사람들에게 그들이 모르는 위장의 다른 여러 방법을 사용할 수 있는데, 그것들 중 하나 쯤은 불쾌하고 당혹케 하는 방식이 된다. 물고기자리에 상승점을 지닌 사람들은 온화하고 헌신적이다. 그들은 그들이 옳다고 생각하는 것을 위해서 강하게 투쟁할 것이기 때문에, 때때로 무모해 보이지만 그러함은 오해이다.

## 같이 보기
- 모서리 (점성술)
  - 우발적 상승점
  - 적도의 상승점
  - 하강점
  - 중천점
  - 천저점
  - 하우스